# Kdyby tisíc klarinetů
Kdyby tisíc klarinetů je československý celovečerní filmový muzikál z roku 1964, který režírovali Ján Roháč a Vladimír Svitáček. Předchůdcem snímku byla stejnojmenná divadelní hra, kterou v roce 1958 napsali Jiří Suchý a Ivan Vyskočil. Hudbu k filmu složil Jiří Šlitr.

## Děj filmu
Lázeňské městečko Alkalis slaví dvě stě let od průjezdu skladatele J. S. Bacha. Z místní vojenské posádky ten den zběhne voják Schulze poté, co se mu znechutí dril podporučíka Maxe. Při následném zátahu se mystickým Bachovým zásahem všechny zbraně vojáků změní v hudební nástroje – nejenom u rojnice stíhacího oddílu, ale u celé posádky. Soukromá televizní společnosti TelVis vysílá tudíž místo reportáže z odhalení pomníku přímý přenos z kasáren   s narychlo uspořádanou hudební estrádou, kde vystupují známí zpěváci a zpěvačky té doby.
Zatímco se vojáci a nižší velitelé nové situaci rychle přizpůsobí (televizní štáb se ubytuje přímo v kasárnách a posádka se začne učit hře na hudební nástroje),  místní důstojníci i hlavní štáb armády v hlavním městě to vše považují za provokaci, snaží se situaci znormalizovat a získat nad posádkou znovu kontrolu. Samozřejmě neúspěšně: Bachovo kouzlo chrání celou oblast a nové dodávané zbraně se vždy přesně na hranici vojenského prostoru změní v hudební nástroje, neujdou tomu ani výsadkáři a místo ovládnutí kasáren si hrají s dětmi. A vzniká zde láska mezi reportérkou Terezou (Jana Brejchová) a jedním z vojáků (Waldemar Matuška).
Na druhý den je plánována velká večerní revue, kterou se důstojníci pokusí zrušit, ale nadšení vojáci ji dokáží uspořádat.
Konec všeobecnému veselí nastane ve chvíli, kdy důstojníci v hudební škole přepadnou civilistu Schulzeho – Bach v tu chvíli své kouzlo zruší a klarinet v Schulzeho rukou se změní v samopal, aby se mohl bránit.

## Účinkující
Ve filmu figurují především mladí zpěváci a hudebníci té doby, spjatí zejména s divadly Semafor a Rokoko. V civilních rolích vystupují např. Karel Gott, Eva Pilarová, Hana Hegerová, Pavlína Filipovská, Jana Malknechtová atd., v rolích vojáků vystupují např. Waldemar Matuška, Jiří Suchý, Jiří Šlitr, Jiří Jelínek atd.
Ve filmu účinkuje také dívčí pěvecký sbor, ve kterém se objevila řada začínajících hereček a zpěvaček, pocházejících z experimentálních divadelních souborů nebo ze souborů divadel malých forem (jako bylo Divadlo Semafor, Divadlo Paravan či Laterna magika) – epizodní role zde ztvárnily např. Naďa Urbánková, Consuela Morávková, Jitka Zelenohorská, Lilka Ročáková, Milena Zahrynowská, Věra Nerušilová, Sylvie Daníčková, Evelyna Steimarová, Klára Jerneková, Zuzana Martínková.
V mužském tanečním souboru zde tančili například Pavel Šmok, Josef Kaftan a Jaroslav Čejka. Tančil zde baletní soubor Hudebního divadla v Karlíně a dále také taneční soubor z varieté Alhambra.
Dále si zde v zahrála hned celá plejáda známých herců, režisérů i hudebníků oné doby – např. Vlastimil Brodský, Jiří Menzel, Martin Růžek, Jana Brejchová, Vlastimil Bedrna, Darek Vostřel, Antonín Šůra, Jiří Šašek, Juraj Herz, Václav Lohniský, Karel Mareš, Dalibor Brázda, Karel Štědrý, Václav Hybš, Karel Krautgartner, Karel Vlach, Vladimír Hrabánek, Rudolf Cortés, Richard Kubernát, Jiří Lír, Jan Pohan, Lubomír Kostelka, Ferdinand Havlík, Rudolf Rokl, Jan Kolár, Pavel Sedláček, Karel Hála, Jan Vala, Jan Vostrčil, Jiří Bruder, Antonín Jedlička, Ladislav Štaidl, Jiří Štaidl, Luděk Hulan, Zdeněk Najman, Miroslav Moravec, Bohumil Šmída, Ota Žebrák, Jiří Šašek, Zdeněk Braunschläger, Václav Wasserman, Petr Brožek a další.

## Písně
Celý film je prostoupen mnoha písněmi Jiřího Suchého a Jiřího Šlitra, které se staly hity:
- Babetta – úspěšný pokus o pochodovou píseň, ve filmu zazní ve zpívané i instrumentální verzi
- Dotýkat se hvězd
- Glory
- Choď po špičkách
- Kapitán (pův. Kapitáne, kam s tou lodí z pásma Zuzana není pro nikoho doma)
- Míč
- Satchmo
- Spím
- Tak abyste věděla (často se uvádí pod názvem Tak abyste to věděla)
- Tereza – míněno jako vyznání lásky ke krásné hlasatelce, ve filmu zazní ve třech verzích (zpěv Matuška, zpěv Matuška + Gott, instrumentální verze)
- V opeře
- Motýl (verze s Jiřím Šlitrem a Janou Malknechtovou) – na deskách nevyšla

Všechny vyšly v roce 1964 na 7 singlech Supraphonu č. 013526-013531, 013606 (mono), resp. ST 18021-ST 18027 (stereo), pod názvem Kdyby 1000 klarinetů, 4 z nich také ještě na EP Supraphonu 0233 (mono), resp. ST 17028 (stereo), a v roce 1965 všechny vyšly znovu na LP Kdyby tisíc klarinetů (Supraphon SV 9010 H / DV 10169). Písničky z filmu byly později vydány také na CD – např. na CD Starci a klarinety (zde společně s písněmi z filmu Starci na chmelu, který pochází z téže doby), v boxu Semafor – Komplet 1964–1971 aj.
Dále ve filmu zazněly písně 
- Motýl (parodická verze s Jiřím Šlitrem)
- Kdo na slepičku volá "pipi"

## Zajímavosti
- Během natáčení došlo k pokusu o oslabení popularity Karla Gotta, Evy Pilarové a Waldemara Matušky, o nichž byla na popud ÚV KSČ rozšířena fáma, že opilí močili na sovětskou delegaci z balkonu hotelu Slovan ve Františkových Lázních, kde byli ubytováni. Waldemar Matuška pak jeden rok nesměl vystupovat v televizi a rozhlasu.[1]

- Film byl natáčen ve Františkových Lázních a na zámku Kynžvart.[2]
- V roce 1965 měl film asi 4 miliony diváků.
- Stíhací oddíl vojenské posádky používá terénní vozy Agromobil – prototypy Škoda 998 z roku 1962, které měly být terénní verzí připravovaného typu Škoda 1203, ale nikdy se nedostaly do sériové výroby. Jeden z těchto automobilů je dnes umístěn ve Vojenském technickém muzeu Lešany.[3]
- Ve filmu je použit terénní vůz Škoda 973 (Babeta) – prototypy Škoda 973 se nedostaly do sériové výroby.
- Jiří Suchý ve filmu hraje na kytaru RESONET Grazioso (Futurama).
- V době premiéry byla drtivá většina československých kin vybavena pouze technologiemi pro promítání filmové kopie ve verzi s optickým monofonním zvukovým záznamem, a takto byl film také (po úpravách a vyčištění) přepsán na DVD. Zvuk při natáčení a postsynchronech byl ale snímán vícekanálově, existuje tedy také nejméně jedna neveřejná filmová kopie s magnetickým stereofonním čtyřkanálovým záznamem zvuku.

## Inscenace
- Prvním provedením divadelní hry autorů Jiřího Suchého, Ivana Vyskočila a Jiřího Šlitra bylo představení v pražském Divadle Na Zábradlí 9. 12. 1958 v režii Antonína Moskalyka a choreografii Ladislava Fialky (skladatel Jiří Šlitr).[4]
- Dne 15. 12. 1980 byla uvedena premiéra hry v divadle Semafor (režie Jiří Císler, výprava Běla Suchá, hudba Ferdinand Havlík, choreografie Jan Hartmann, Jaroslav Pešek).[5]
- Podle scénáře stejnojmenného filmu upravil hru k provedení na scéně libereckého Divadla F. X. Šaldy (Malé divadlo) režisér Karel Hoffmann. Premiéra měla hra 26. 2. 1999.[6]
- Hra byla provedena 24. 9. 2016 na scéně plzeňského Divadla J. K. Tyla (Nové divadlo) v úpravě a režii Ondřeje Lážnovského.[7]
- Roku 2022 přidalo do svého repertoáru hru Kdyby tisíc klarinetů Západočeské divadlo v Chebu. Muzikál režíruje Zdeněk Bartoš.[8]